# Mills Lane
Mills Lane (* 12. November 1937 in Savannah, Georgia; † 6. Dezember 2022 in Reno, Nevada) war ein US-amerikanischer Jurist, Ringrichter und eine „Celebrity Deathmatch“-Figur.
Lane entstammte einer bekannten Familie aus Georgia. Sein Vater besaß die erste Nationalbank von Atlanta, die ihren Sitz in Savannah, Georgia, hat. Lane hatte jedoch andere Interessen, sodass er 1956 dem United States Marine Corps beitrat. In seiner Zeit bei den Marines wurde er Boxer (Rechtsausleger) und war im Osten bald weithin bekannt als Champ im Weltergewicht. Nachdem er die Marines verlassen hatte, schrieb er sich bei der University of Nevada (UNR) in Reno ein und wurde der NCAA-Boxchampion.
In seiner College-Zeit avancierte er schließlich zum professionellen Boxer. Er beendete seine Profikarriere nach eigenen Angaben, weil er wusste, dass er Emile Griffith nie würde schlagen können.
Lane absolvierte 1963 die UNR mit einem business degree und schrieb sich wenige Jahre später in der University of Utah ein, um dort die juristische Fakultät zu besuchen. Er absolvierte sie als Rechtsanwalt und wurde später Staatsanwalt des Washoe County District in Reno. 1979 wurde er Stellvertreter des Polizeichefs. Im selben Jahr war er erstmals Ringrichter bei einem Weltmeisterschafts-Boxkampf: als Vito Antuofermo seinen Weltmeistertitel im Mittelgewicht in 15 Runden gegen Marvin Hagler verteidigte. Lane nahm in der Folge an über 100 Weltmeisterschafts-Kämpfen als Ringrichter teil.
1982 prägte er den Spruch Let’s get it on!!, der später zu seiner Standardansage wurde. Er benutzte ihn erstmals während der Instruktionen vor dem Kampf von Larry Holmes gegen Gerry Cooney in der Weltmeisterschaft im Schwergewicht.
Lanes Name wurde 1997 in den gesamten Vereinigten Staaten bekannt, als er den Rückkampf zwischen dem Box-Schwergewichtsweltmeister Evander Holyfield und seinem Herausforderer Mike Tyson leitete. Nachdem Tyson Holyfield zweimal gebissen hatte, disqualifizierte Lane ihn. Sein Hemd wurde dabei mit Blut befleckt, und er verkaufte es einem Sammler von Erinnerungsstücken noch in derselben Nacht für einen hohen Geldbetrag. 1998 hatte seine Sendung Judge Mills Lane ihr Debüt im nationalen Fernsehen, wo sie sich bis 2001 hielt. Darüber hinaus wandten sich die Produzenten der MTV-Sendung Celebrity Deathmatch an ihn, mit dem Anliegen, ihn und seine Stimme in ihre Sendung als Ringrichter zu integrieren. Lane akzeptierte das Angebot und wurde somit auch zu einer Bekanntheit auf MTV.
Bald darauf zog sich Lane als Ringrichter zurück und lebte in New York mit seiner Frau und seinen zwei Söhnen im Dakota Building. 2002 erlitt er einen Schlaganfall, der ihn teilweise gelähmt zurückließ. Deswegen hatte er Schwierigkeiten beim Sprechen. Seine Wahlheimat Reno, Nevada, feierte ihn am 27. Dezember 2004 und proklamierte dies als Mills-Lane-Tag. An diesem Tag hatte Lane seinen ersten öffentlichen Auftritt seit Jahren, bei der Widmung eines neuen Gerichtsgebäudes, das nach der Fertigstellung seinen Namen trägt. Mills Lane starb am 6. Dezember 2022.